# 明訓校

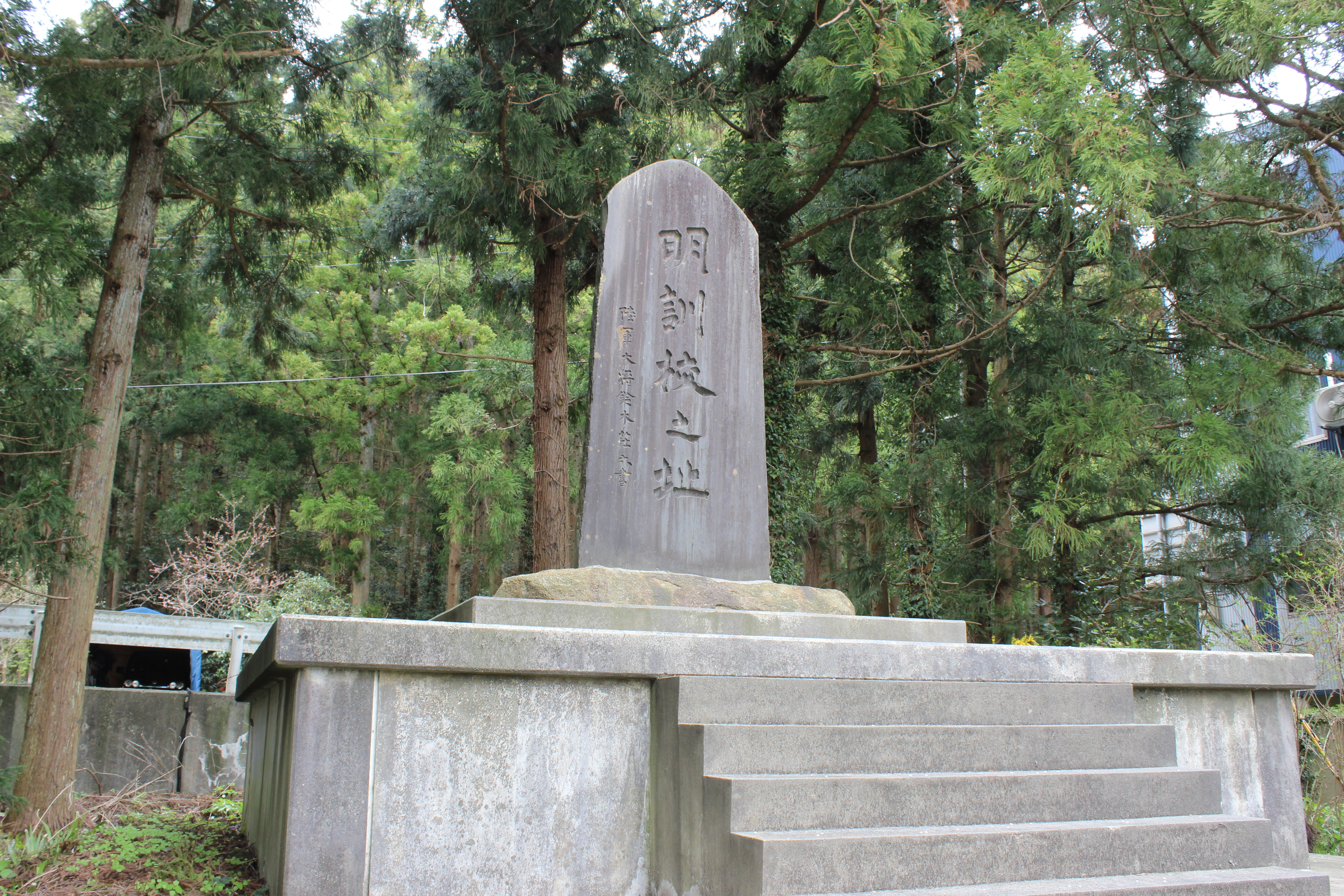
弥彦村景観史跡「明訓校之址」

明訓校（めいくんこう）は、1882年（明治15年）に新潟県西蒲原郡弥彦村に設立された私立学校である。

## 概要
関谷孫左衛門・藤本甕樹の「協立私学ヲ興スヘキノ論」に賛同した市島徳次郎、大橋一蔵、滋野七郎などが中心となり、1882年（明治15年）、弥彦村に明訓校が開かれた。修業年限は5か年、1、2年生で国学・漢学・英学・数学を基本に日本語格・詩歌学・翻訳書、3年生以上はこれに法律が加わったと言われる。
校舎は1883年（明治16年）の開校から、後に旧・弥彦神社陸上競技場（現・弥彦競輪場）が置かれた場所にあったが、その後1885年（明治18年）9月に、旧・弥彦小学校の場所（現・弥彦商工会館の場所）に移転した。
移転後の明訓校は、敷地1600余坪、二階建て6教室の校舎が2棟、講堂、屋外運動場と寄宿舎を備えていた。寄宿舎では1室6 - 7人で洋式ベッドが備わっていた。また舎監の下に炊事婦2名、小使2名がいた。1886年（明治19年）の記録で、教員数11人、生徒数203名である。
最も熱心な推進者であった大橋一蔵が北海道開拓事業に転進したことや、1892年（明治25年）に、新潟市に県立新潟尋常中学（現・新潟県立新潟高等学校）が開設された影響で生徒数が減り、1896年（明治29年）に閉校に至った。
校名「明訓」の由来は、国会開設の詔の中の「宜シク今ニ及ンデ謨訓ヲ明徴ニシテ以テ朝野臣民ニ公示スベシ」の謨訓の「訓」と明徴の「明」からとったといわれる。

## 経過
- 1882年（明治15年）3月 - 鈴木彦雄宅の醤油倉の2階を校舎として明訓校（校長 大橋一蔵）が発足。
- 1883年（明治16年）3月 - 永山盛輝県令ら150人が出席して開校式が挙行される。
- 1884年（明治17年） - 明治天皇から手許金300円が下賜される。
- 1885年（明治18年）10月 - 郡立中学と合併し、県下初の独立した中学として新潟県尋常中学明訓学校となる。文部大臣森有礼の臨席のもと開校式が挙行される（校長 大橋一蔵）。
- 1888年（明治21年）7月 - 県の財政難等から県立は廃止となり、私立明訓校（校長 藤田九二）に戻る。
- 1896年（明治29年） - 閉校となる。

## その後
- 明訓校の閉校後、1902年（明治35年）頃から西蒲原郡内有識者の間に中学校必要の声が上がり、当局や議会への請願が行われた。結果、1907年（明治40年）4月に県立巻中学校が西蒲原郡巻町に開校した。巻中学は郡立への移行、県立への復帰、巻高等女学校との合併等の変遷を経て、現在の新潟県立巻高等学校へ至っている。
- 新潟市にあった私立新潟夜間中学は1942年（昭和17年）4月、「明訓」の名称を継承して昼間制明訓中学を併設した。当時、同校の専務理事であった伴喉は明訓校の出身であった。明訓中学は現在の新潟明訓高等学校へ至っている。
- 明訓校の校舎は永らく旧・弥彦小学校の校舎の一部として使用されていた。1970年（昭和45年）、村内3小学校が統合した現・弥彦村立弥彦小学校校舎の完成と共に、この校舎も取り壊された。この場所（現・弥彦商工会館脇）には「明訓校之址」の石碑がある。